# Alexander Nisbet

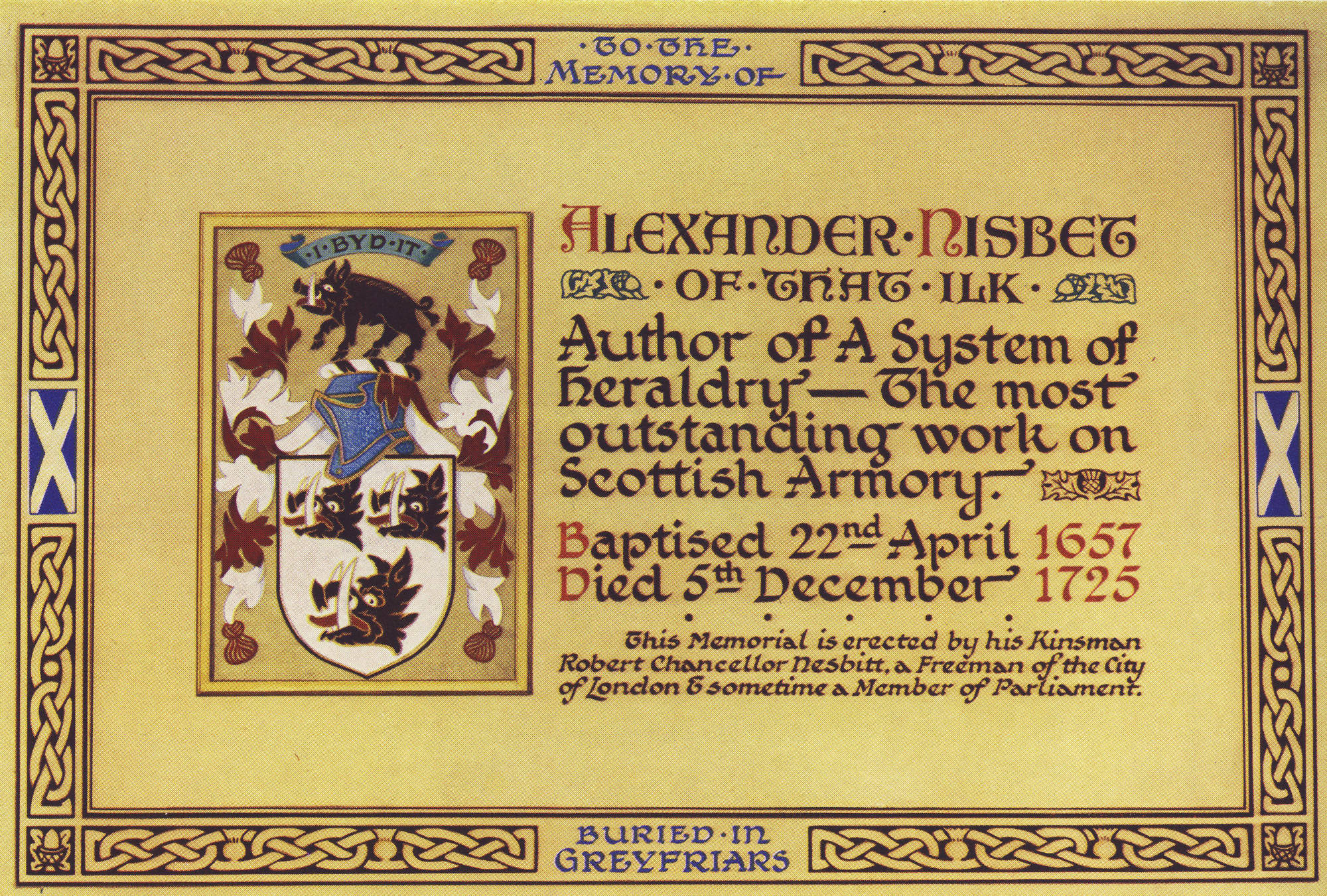
Memorial a Alexander Nisbet en el cementerio de la capilla Greyfriars Kirk, en Edinburgh.

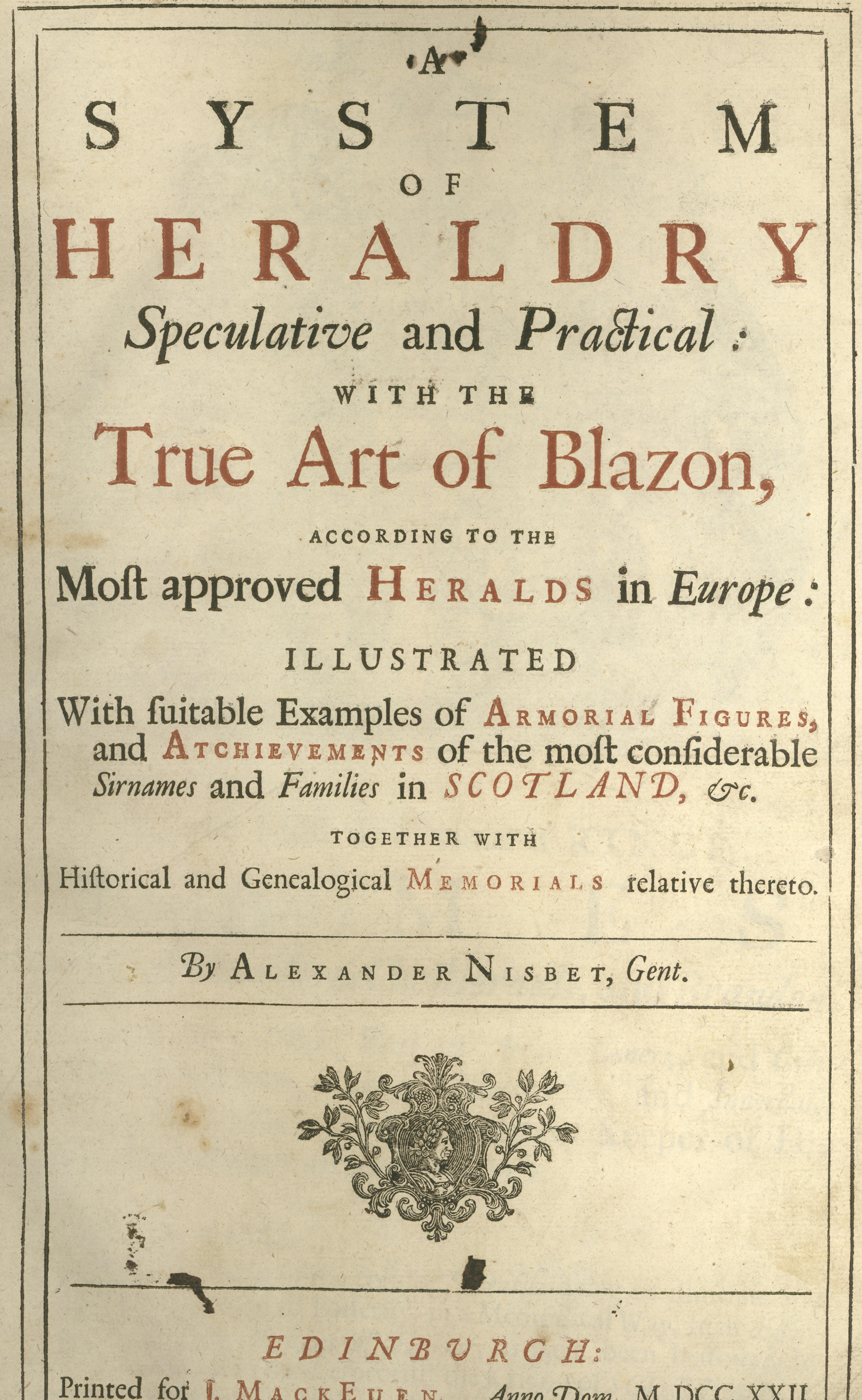
Placa publicitaria de Nisbet El sistema Heráldico.

Alexander Nisbet (1657-1725) es uno de los autores más importantes sobre la heráldica de Escocia. Todavía es muy citado, y su trabajo aun puede verse hoy en día, en publicaciones actuales después de casi 300 años. 
Descendiente de la antigua familia de las fronteras del Nisbet de la casa de Nisbet, cerca de Duns, en Berwickshire, Alexander Nisbet, era nieto de Adán Nisbet, un abogado de Edimburgo. Se matriculó en la Universidad de Edimburgo en 1675, luego se convirtió en un estudiante privado de heráldica, comenzó a ganarse la vida humildemente como escritor en Edimburgo. Murió en la pobreza el 5 de diciembre de 1725, y fue enterrado en el panteón de su familia en el cementerio de la parroquia Greyfriars Kirk. 
En 1934, un familiar llamado Robert Chancellor Nesbitt, encargo a John Buchan una placa, para descubrir en memoria de Alexander Nisbet, en el cementerio de Greyfriars Kirk, todavía visible hoy en día en el predio de la iglesia.
La importancia histórica de Nisbet, reside en parte gracias a sus manuales sobre la heráldica de Escocia, pero sobre todo debido a estudio general de la heráldica de las familias de Escocia, Un sistema de Heráldica, especulativa y práctica: con el verdadero arte del Escudo. Esto sigue siendo muy citado, en parte porque Nisbet adoptó una visión lúcida de la práctica de las heráldicas, y además porque el libro es un registro de Escudos de armas y documentos pertenecientes a distintas familias desde hace mucho tiempo atrás.

## Publicaciones

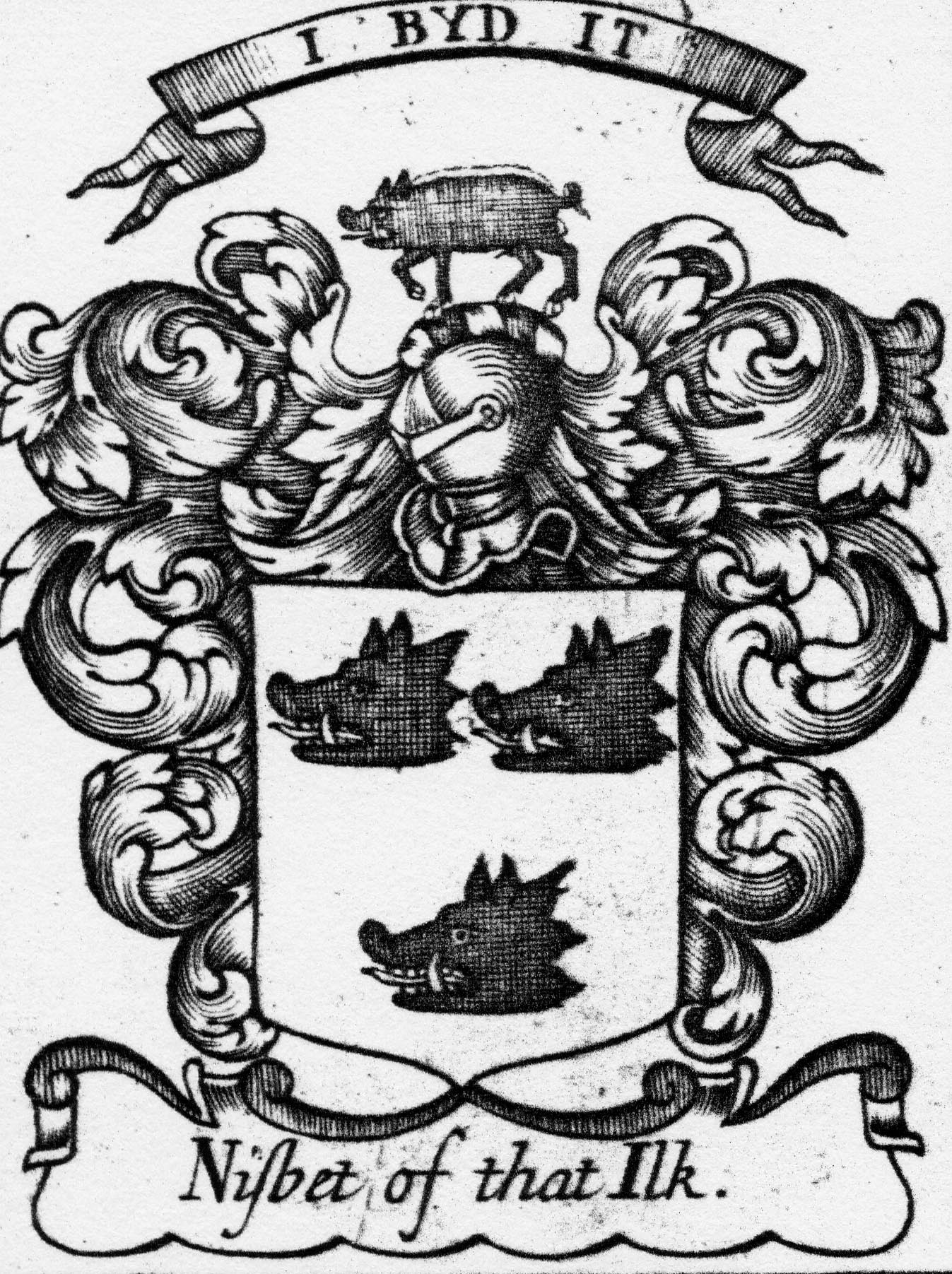
Descripción del escudo de Armas de Nisbet (El Sistema de la Heráldica) de 1722.

- Ensayo sobre cifras adicionales y las Marcas, de Brisura (Edimburgo, 1702)
- Ensayo sobre el uso de Armerías antiguas y modernas (Edimburgo, 1718)
- El sistema de la Heráldica (1722)